# کمون

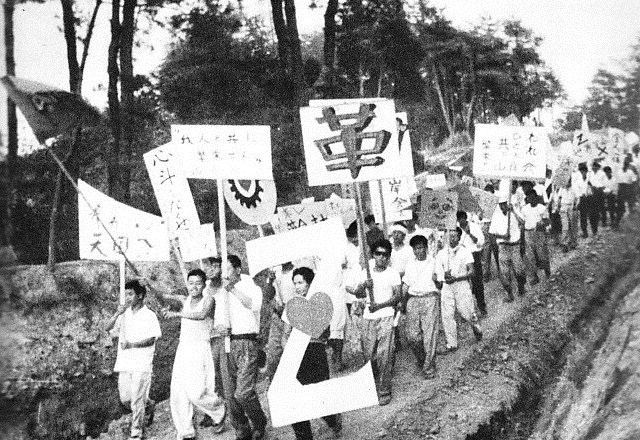
جامعه اشتراکی

کمون یا جامعه اشتراکی (به انگلیسی: Commune) به معنای اشتراکی، نوعی اجتماع عمدی و هدفمند است که مردم آن محیط زندگی، علاقه‌مندی‌ها، ارزش‌ها، باورها و همچنین منابع و اموال خود را با یک دیگر به اشتراک می‌گذارند. در بسیاری از کمون‌ها علاوه بر اشتراک گذاری منابع چیزهای دیگری مثل تصمیم‌گیری بر پایه اجماع، ساختار بدون طبقه و زندگی با ملاحظات بوم‌شناسی نیز از اصول مهم و پایه ای شمرده می‌شود.
تعداد زیادی کومون در سراسر جهان وجود دارد. فهرستی از آن‌ها در بنیاد اجتماع عمدی یافت می‌شود.

## ارتباط با کمونیسم
لفظ کمونیسم از این واژه آمده‌است. در معنای عام کلمه، کمون جامعه‌ای است که در آن سلسله‌مراتب وجود ندارد و همه اموال و وسایل آسایش و تفریح به اشتراک در اختیار همه جامعه باشد. کلمه کمونیسم در مورد نظام‌های اجتماعی مختلفی به کار گرفته شده است، مانند: کمونیسم گزیدگان که افلاطون با الهام از الگوی اسپارت قدیم پیشنهاد کرده، جوامع کمونیستی مذهبی مسیحی که در قرن شانزدهم و قرنهای بعدی در قاره آمریکا تأسیس شد، فالانسترهایی که فوریه پیشنهاد کرده‌است، و جوامع اشتراکی رابرت آون و … این جوامع در میان خود مساوات داشتند و آب و غذا و درآمد را برحسب نیاز افراد تقسیم می‌کردند. امروزه نیز در تعاریف مارکسیستی به کار می‌رود.